# اریک لیدل
اریک لیدل (انگلیسی: Eric Liddell; ۱۶ ژانویهٔ ۱۹۰۲ – ۲۱ فوریهٔ ۱۹۴۵) دونده و بازیکن راگبی ۱۵ نفره اهل بریتانیا بود.
از افتخارات وی می‌توان به کسب مدال طلا دو ۴۰۰ متر و مدال برنز دو ۲۰۰ متر در بازی‌های المپیک تابستانی ۱۹۲۴ اشاره کرد.